# Höje å
Höje å är ett cirka 35 kilometer långt vattendrag i Skåne (med källflöden cirka 45 kilometer). Avrinningsområdet är cirka 200 km². Höje å rinner upp i Häckebergasjön, 49 meter över havet, cirka 20 km sydost om Lund. 

## Sträckning och avrinningsområde
Höje ås källflöden är dels Björkesåkraån från Björkesåkrasjön vid Sturups flygplats, dels Olstorpsån (Vegarpsån) från Romeleåsen, som båda rinner till Häckebergasjön. Efter denna sjö är tillrinningen till ån obetydlig. Ån ringlar ut på slätten vid Genarp och passerar även Kyrkheddinge tätort innan den passerar Lunds södra del i Höjeådalen mellan Sankt Larsområdet och Värpinge. I Lomma rinner ån ut i Lommabukten och Öresund.
Avrinningsområdet domineras av åkermark (191 km2), men även skog och tätort (bägge 37 km2) står för betydande delar. Det bodde 125 000 person i avrinningsområdet 2003, nästan uteslutande i tätorter.

## Mänsklig användning
Höje å är en ganska liten å och uppnår inte tio meters bredd förrän nära mynningen (där den till och med blir över 20 meter bred), men den torde ändå i sitt nedre lopp ha nyttjats som båtled under vikingatid och vendeltid.
Ån tar emot vatten från reningsverk i Källby (Lund), Dalby, Genarp, Björnstorp och Staffanstorp.

## Miljö och natur
Höje å vattenråd är ett av landets mest aktiva vattenråd, och sedan 1992 har kommunerna inom ramen för " Höjeåprojektet" arbetat med att förbättra vattenkvaliteten, öka den biologiska mångfalden och minska övergödningen i området.

### Förekommande fiskar
Följande fiskarter förekommer i Höje å 

- Abborre
- Braxen
- Bäcknejonöga
- Gärs
- Grönling
- Groplöja
- Gädda
- Id
- Karp
- Löja
- Mört
- Regnbåge
- Skrubbskädda
- Småspigg
- Storspigg
- Sutare
- Ål
- Öring